# Dichelacera tenuicornis
Dichelacera tenuicornis är en tvåvingeart som först beskrevs av Lutz 1915.  Dichelacera tenuicornis ingår i släktet Dichelacera och familjen bromsar. Inga underarter finns listade i Catalogue of Life.